# Delias approximata
Delias approximata is een vlindersoort uit de familie van de Pieridae (witjes), onderfamilie Pierinae.
Delias approximata werd in 1922 beschreven door Joicey & Talbot.